# Babijn
Babijn är ett samhälle i Aruba (Kungariket Nederländerna). Det ligger i den centrala delen av landet, 5 kilometer öster om huvudstaden Oranjestad. 